# Benton Township (comté de Lucas, Iowa)
Pour les articles homonymes, voir Benton Township.
Benton Township est un township du comté de Lucas en Iowa, aux États-Unis,.
Il est fondé en 1853 et nommé en référence à Thomas Hart Benton, sénateur des États-Unis.

### Source de la traduction
- (en) Cet article est partiellement ou en totalité issu de l’article de Wikipédia en anglais intitulé « Benton Township, Lucas County, Iowa » (voir la liste des auteurs).